# امیرام لوین
امیرام لوین (انگلیسی: Amiram Levin؛ زادهٔ ۷ ژوئیهٔ ۱۹۴۶) سرلشکر بازنشسته نیروهای دفاعی اسرائیل است، که در فاصله سال‌های ۱۹۹۴ تا ۱۹۹۸ فرماندهی شمالی اسرائیل را برعهده داشت و از ۱۹۹۸ تا ۲۰۰۰ به‌عنوان جانشین رئیس موساد فعالیت می‌کرد.
لوین فعالیت نظامی را از سال ۱۹۶۵ در ارتش اسرائیل آغاز کرد، از ۱۹۷۶ تا ۱۹۷۸ فرماندهی یگان سایرت متکل را برعهده داشت و از ۱۹۸۷ تا ۱۹۸۸ فرمانده تیپ ۱۸۸ زرهی باراک بود. وی در فاصله سال‌های ۱۹۸۸ تا ۱۹۹۰ به‌عنوان فرمانده لشکر ۹۸ چترباز هائش فعالیت می‌کرد، از ۱۹۹۰ تا ۱۹۹۲ فرماندهی لشکر ۳۶ زرهی گاش را برعهده داشت و از ۱۹۹۲ تا ۱۹۹۴ رئیس ستاد فرماندهی شمالی بود.

## زندگی‌نامه
لوین در کیبوتص لهاووت حباشان متولد و بزرگ شد، پدرش گیدئون لوین، مربی بود.
لوین دارای مدرک لیسانس علوم سیاسی و مدیریت از دانشگاه حیفا، مدرک کارشناسی ارشد مدیریت از دانشکده بازرگانی اسلون در موسسه فناوری ماساچوست و کالج فرماندهی و ستاد نیروی زمینی ایالات متحده آمریکا در فورت لیون‌ورث است.
او در سال ۱۹۶۵ به ارتش اسرائیل پیوست و پس از آموزش چتربازی، فعالیت خود را به عنوان تکاور در فرماندهی عملیات ویژه ارتش اسرائیل در تیمی تحت فرماندهی گیورا زوریا آغاز کرد. پس از اتمام دوره افسری پیاده‌نظام، فرمانده تیم شد. او در سال ۱۹۶۶ بر اثر تیراندازی سوری‌ها زخمی شد و در سال ۱۹۶۸ در یک حادثه آموزشی به شدت آسیب دید. او بعداً به عنوان فرمانده گروهان در این واحد خدمت کرد و در جنگ فرسایشی حضور داشت و در این دوره، عملیات بولموس ۳ را فرماندهی کرد. در آوریل ۱۹۷۳، او در عملیات بهار جوانی در بیروت به عنوان فرمانده یک گروهان امنیتی که محافظان یوسف النجر را مورد حمله قرار داد، شرکت کرد.
در طول جنگ یوم کیپور، او به عنوان معاون فرمانده سایرت، گیورا زور، در عملیات زنبار شرکت کرد، که در آن نیروهای سایرت متکل با استفاده از سه هلیکوپتر یاسور، با جیپ‌های حامل نفربرهای زرهی به عمق بزرگراه سوئز-قاهره نفوذ کردند و به فرودگاه کوتمیه یورش بردند. بعداً در طول جنگ، لوین در جریان عملیات واحد در فرودگاه فاید در مصر زخمی شد و هر دو پایش شکست. با این حال، تنها به مدت یک سال بعد، فرماندهی واحدی را بر عهده داشت که قله کوه هرمون را تصرف کردند. لوین بعداً ادعا کرد که این نبرد یکی از مهم‌ترین نبردها در تاریخ کشور اسرائیل بوده است، اما داستان آن در سایه جنگ یوم کیپور قرار گرفته شده است. در فاجعه معالوت در ماه مه ۱۹۷۴، او فرمانده گروهی بود که برای آزادسازی گروگان‌ها وارد عمل شد.
در حمله به هتل ساووی، او به محل حادثه رسید و در برنامه‌ریزی عملیات نجات شرکت داشت. وی یکی از فرماندهان واحدی بود که به هتل نفوذ کرد. او بعداً به عنوان رئیس برنامه‌ریزی عملیاتی سایرت متکل در شاخه عملیات ویژه اداره اطلاعات نظامی (با درجه سرگردی) خدمت کرد. در این نقش، او در سال ۱۹۷۶ پس از ربودن یک هواپیمای مسافربری ایرفرانس به پاریس اعزام شد تا از گروگان‌های آزاد شده بازجویی کند و اطلاعاتی را ارائه دهد که امکان آماده‌سازی عملیات جاناتان را فراهم کند. پس از مرگ یوناتان نتانیاهو در این عملیات، او به عنوان فرمانده سایرت متکل جایگزین او شد، سمتی که تا سال ۱۹۷۸ در اختیار داشت. گفته می‌شود که لوین در اولین دیدار خود با رئیس ستاد موتا گور و رئیس اداره اطلاعات نظامی شلومو گازیت، یک کره کوچک را در مقابل آنها قرار داد و گفت که از هر جایی که آنها نشان دهند، یگان‌های اطلاعات را خواهد آورد. دوران فرماندهی او به عنوان فرمانده سایرت متکل موفقیت‌آمیز تلقی می‌شد.
لوین بعداً به سپاه زرهی اسرائیل منتقل شد و به فرماندهی گردان ۷۴ منصوب شد که آن را در جنگ اول لبنان، از جمله در نبرد کفرسیل، که در آن مانوری را آغاز کرد که نیروهای سوریه را شکست داد، رهبری کرد. لوین در این جنگ به شدت مجروح شد و چشمش آسیب دید. به دلیل شیوه فرماندهی گردان خود در نبرد، نشان آلوف به او اعطا شد. او بعداً فرماندهی تیپ ۶۷۰، تیپ ۱۸۸ زرهی باراک، لشکر ۹۸ چترباز هائش و لشکر ۳۶ زرهی گاش را بر عهده داشت. او به عنوان رئیس ستاد فرماندهی شمال خدمت کرد و در مارس ۱۹۹۲ به درجه سرلشکری ارتقا یافت و به فرماندهی سپاه شمال منصوب شد. در همان سال، او توسط رئیس ستاد ایهود باراک به عنوان فرمانده عملیات سایرت متکل برای از بین بردن صدام حسین منصوب شد که به فاجعه تسئلیم دوم منجر شد.